# El Descendimiento de la cruz (Pontormo)
El descendimiento de la cruz, conocido en italiano como La Deposizione o Trasporto di Cristo, es el cuadro más conocido del artista italiano Pontormo. Se trata de un óleo que se encuentra en la capilla Capponi de la Iglesia de Santa Felicita de Florencia, Italia. Tiene unas dimensiones de 3,13 metros de alto por 1,92 m de ancho. Tardó tres años en acabar este óvalo triste y tumultuoso de figuras, desde 1525 hasta 1528. Es una de las creaciones del manierismo que marca las pautas para el futuro.
Se trata de un gran retablo para la capilla Capponi, diseñada por Brunelleschi. Se sitúa en el altar de la capilla. Muchos la consideran obra maestra de il Pontormo.
La pintura plasma un momento que, tradicionalmente, se ha considerado que es el de la deposición de la cruz, aunque no hay ningún signo externo que lo evidencia: no hay referencias al Gólgota, ni aparece la cruz. No puede ser un entierro de Cristo, pues faltaría el sepulcro. Ni una Piedad, ya que no se observa una relación inmediata entre la Virgen y Cristo.
Las figuras tienen formas duramente modeladas y están unidas por una línea serpentinata. Destaca en Pontormo el colorido. Es el manierista de colores más suaves, como el azul claro o el rosa pálido, pero los utiliza brillantes, en contraste unos con otros: el rosa y el amarillo o amarillo anaranjado, el naranja y el verde, los violetas muy claros sobre un fondo añil. Un contraste particularmente insólito es el de la ropa de Juan, que se encuentra encima de la Virgen: una túnica verde bronce destaca sobre una tela roja entre bermellón y naranja pálido. Se nota la influencia de Rosso Fiorentino en este colorido transparente y modulado.
Hacia María se dirige una mujer, vestida de color amarillo, transformado en naranja y bermellón en las zonas de sombra. En primer plano se encuentra Nicodermo, representado como un joven que sujeta los pies de Jesucristo. Este personaje viste una túnica ceñida que, allí donde incide la luz, es de color azul, y donde está en sombra el color es rosa. Por encima de todos se encuentra una curiosísima figura con amplio vientre, como si estuviese embarazada.
El espacio está aplanado y resulta inhóspito. Aquellos que bajan a Jesucristo están aparentemente tan afectados como los plañideros. El centro de la composición lo ocupa el brazo extendido de la Virgen, a modo de brazo de cruz. Toda la escena está marcada por una luz fuerte que deslumbra a las figuras y aclara los colores.
Esta obra, junto al Descendimiento de Cristo de Rosso Fiorentino, fueron utilizadas como tableau vivant iconográficos, por el director Pier Paolo Pasolini en el episodio La ricotta, dentro de la película colectiva Ro.Go.Pa.G. de 1963.